# TeleRadio-Moldova
A TeleRadio-Moldova (TRM) é uma televisão pública da Moldova. O canal é membro activo da União Europeia de Rádiodifusão (EBU), e responsável pela presença do seu país na Eurovisão.